# Demarcus Robinson
Demarcus Robinson (Fort Valley, 21 settembre 1994) è un giocatore di football americano statunitense che milita nel ruolo di wide receiver per i San Francisco 49ers della National Football League (NFL).

## Carriera

### Kansas City Chiefs
Dopo avere giocato al college a football coi Florida Gators, Robinson fu scelto nel corso del quarto giro (126º assoluto) nel Draft NFL 2016 dai Kansas City Chiefs. Debuttò come professionista subentrando nella gara del primo turno contro i San Diego Chargers. La sua prima stagione si chiuse disputando tutte le 16 partite, nessuna delle quali come titolare, senza fare registrare alcuna ricezione. I primi touchdown li mise a segno nella stagione 2018, chiudendo l'annata a quota 4.
Nel secondo turno della stagione 2019, Robinson disputò la migliore gara in carriera ricevendo 6 passaggi per 172 yard dal quarterback Patrick Mahomes, segnando due touchdown nella vittoria sugli Oakland Raiders. Il 2 febbraio 2020 scese in campo nel Super Bowl LIV contro i San Francisco 49ers che i Chiefs vinsero per 31-20, conquistando il primo titolo dopo cinquant'anni.

### Los Angeles Rams
Il 12 luglio 2023 Robinson firmò con i Los Angeles Rams.
Nel nono turno della stagione 2024 Robinson ricevette da Matthew Stafford il touchdown della vittoria da 39 yard nei tempi supplementari contro i Seattle Seahawks.

### San Francisco 49ers
Il 12 marzo 2025 Robinson firmò un contratto biennale del valore di 9,5 milioni di dollari con i San Francisco 49ers.

## Palmarès
- Super Bowl : 1

Kansas City Chiefs: LIV
- American Football Conference Championship: 2

Kansas City Chiefs: 2019, 2020